# Speleološki klub "Samobor"
Speleološki klub Samobor osnovan je 1. srpnja 2000. godine u Koretićima na Žumberku. 
Sjedište Kluba je u Samoboru.

### Djelatnosti
- planiranje rada i razvitka speleologije;
- populariziranje speleologije;
- okupljanje i organiziranje svih zainteresiranih osoba koje se bave ili se žele baviti speleologijom;
- osposobljavanje članova za speleološka istraživanja;
- organiziranje speleoloških tečajeva, radionica i škola;
- poduzimanje mjera i stvaranje uvjeta za unapređenje stručnog i znanstvenog rada svojih članova;
- organiziranje općih speleoloških istraživanja, stručnih i znanstvenih skupova, seminara i predavanja;
- obavljanje topografskih, geodetskih, fotografskih, video i ostalih snimanja speleoloških objekata;
- organiziranje i obavljanje znanstvenih i stručnih speleoloških istraživanja i istraživanja u kršu (geomorfoloških, geoloških, hidrogeoloških, ekoloških, meteoroloških, bioloških, arheoloških i dr.) sukladno zakonskim propisima;
- izdavanje knjiga i drugih publikacija iz područja svoje djelatnosti, sukladno Zakonu o izdavačkoj djelatnosti;
- organiziranje i obavljanje speleoronilačkih istraživanja i edukacija članova;
- populariziranje i primjena tehničkih i informatičkih dostignuća, provođenje tehničkog obrazovanja i poticanje stvaralačkog rada s ciljem otkrivanja tehničkih inovacija primjenjivih u speleologiji;
- obrazovanje ili osposobljavanje za stjecanje izvanškolskih tehničkih, tehnoloških i informatičkih znanja i vještina;
- izvođenje nastavnih i izvannastavnih programa tehničkog, tehnološkog i informatičkog obrazovanja za osnovne i srednje škole u skladu sa zakonom;
- stvaranje uvjeta i poticanje sportskih i tjelesnih aktivnosti s ciljem unapređivanja zdravlja, tjelesne spremnosti i zadovoljenja potreba za sportskim dostignućima članova;
- skrb o očuvanju speleoloških objekata;
- suradnja sa speleološkim i srodnim udrugama,
- skrb o održavanju, korištenju i upravljanju prostorijama i speleološkom opremom koje je Klub vlasnik ili korisnik;
- skrb o zdravlju i zdravstvenoj zaštiti članova;
- ukupnom aktivnošću Kluba moralno i odgojno djelovati na članstvo.

### Područja istraživanja
Glavni dio istraživačkih aktivnosti Kluba je na području Parka prirode Žumberak – Samoborsko gorje, na Velebitu, Dinari i u NP Risnjak.

## Vanjske poveznice
- Speleološki klub "Samobor"